# Governatori romani della Siria

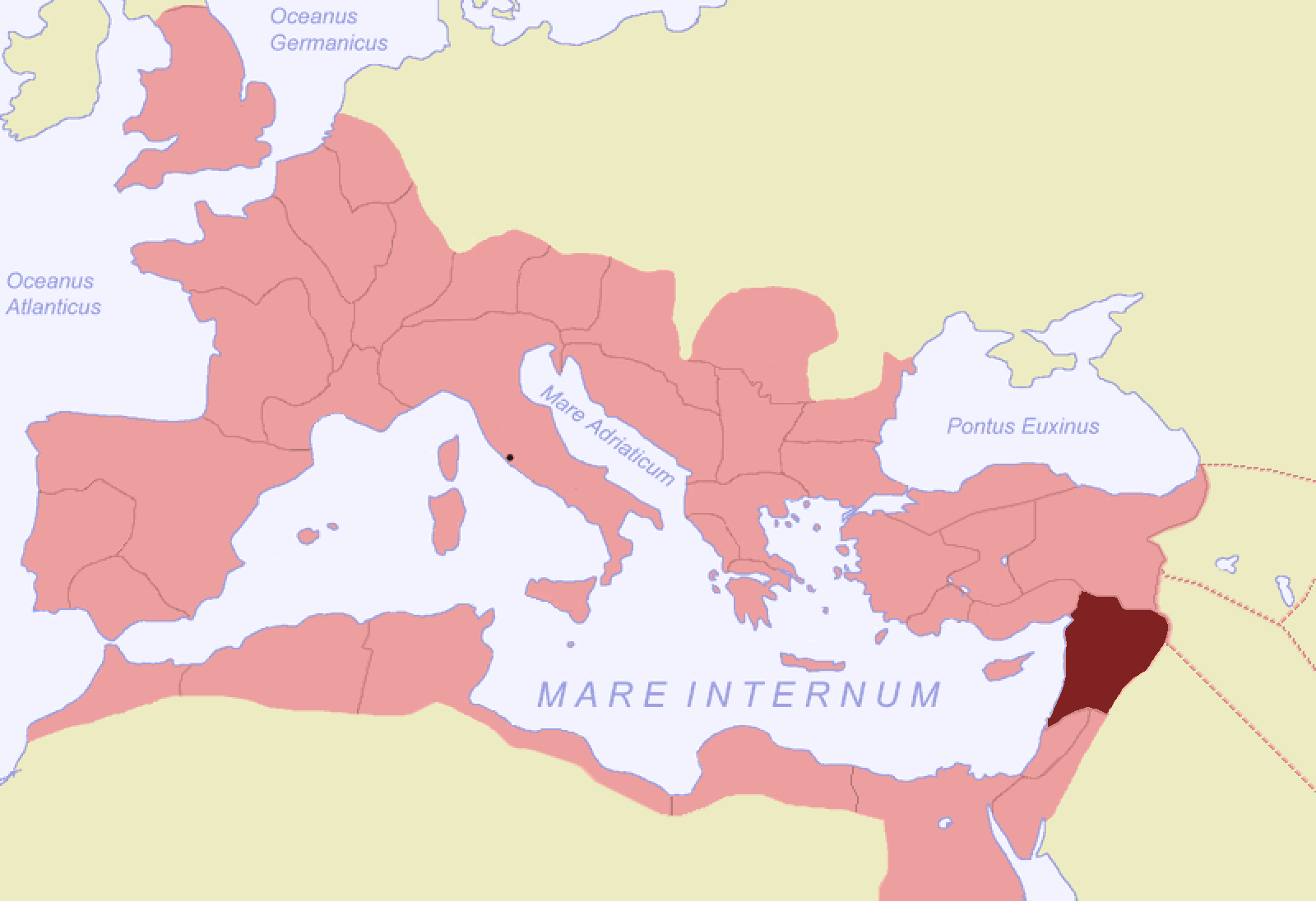
La provincia di Sira all'interno dell'Impero romano

Questa è una lista dei governatori della provincia romana di Siria, localizzata nei moderni stati di Siria, Giordania, Israele, Libano e Palestina. Sino alla riforma dioclezianea, tutti i governatori sono da intendere come Legati Augusti pro praetore di rango consolare.

## La provincia romana di Siria
La provincia venne istituita già nel 64 a.C. da Gneo Pompeo Magno dopo la deposizione dell'ultimo sovrano seleucide, Antioco XIII, nel corso della terza guerra mitridatica. Ottaviano ricostituì nel 27 a.C. la provincia, con capitale ad Antiochia e classificata come provincia imperiale. Vi erano stanziate quattro legioni ed era governata da un legato di rango proconsolare, mentre le finanze furono affidate ad un procuratore di rango ducenario. Da Settimio Severo divisa in Siria Celesiria (Syria Coele) e Siria Fenice (Syria Phoenice). Con la riforma tetrarchica le due province della Celesiria e della Siria Fenice entrarono a far parte della diocesi di Oriente, nella Prefettura del pretorio d'Oriente. Sotto Teodosio I la Celesiria fu ulteriormente suddivisa nelle province di "Siria" (Syria), "Siria Salutare" (Syria Salutaris) e Siria Eufratense (Syria Euphratensis), mentre la Siria Fenicia in quelle di Fenicia (Phoenice) e Fenicia Libanese (Phoenicia Libanesia): tutte e cinque le nuove province rimasero nella diocesi di Oriente, quest'ultima ancora compresa nella prefettura al pretorio per l'Oriente. La nuova provincia era governata da un questore propretore (quaestor propraetore), il primo dei quali fu Marco Emilio Scauro.
| Evoluzione delle province orientali-meridionali (futura Diocesi Oriente) | Evoluzione delle province orientali-meridionali (futura Diocesi Oriente) | Evoluzione delle province orientali-meridionali (futura Diocesi Oriente) | Evoluzione delle province orientali-meridionali (futura Diocesi Oriente) | Evoluzione delle province orientali-meridionali (futura Diocesi Oriente) | Evoluzione delle province orientali-meridionali (futura Diocesi Oriente) | Evoluzione delle province orientali-meridionali (futura Diocesi Oriente) | Evoluzione delle province orientali-meridionali (futura Diocesi Oriente) | Evoluzione delle province orientali-meridionali (futura Diocesi Oriente) |
| ------------------------------------------------------------------------ | ------------------------------------------------------------------------ | ------------------------------------------------------------------------ | ------------------------------------------------------------------------ | ------------------------------------------------------------------------ | ------------------------------------------------------------------------ | ------------------------------------------------------------------------ | ------------------------------------------------------------------------ | ------------------------------------------------------------------------ |
| prima della conquista romana                                             | regno di Siria (Seleucidi)                                               | regno di Siria (Seleucidi)                                               | regno di Siria (Seleucidi)                                               | regno di Commagene (vassall. regno d'Armenia)                            | regno di Commagene (vassall. regno d'Armenia)                            | Palmira (città indipendente)                                             | regno di Giudea (Asmonei)                                                | regno di Giudea (Asmonei)                                                |
| dal 64/63 a.C.                                                           | prov. di Siria                                                           | prov. di Siria                                                           | prov. di Siria                                                           | regno di Commagene (vassall. regno d'Armenia)                            | regno di Commagene (vassall. regno d'Armenia)                            | Palmira (città indipendente)                                             | regno di Giudea ("cliente" di Roma)                                      | regno di Giudea ("cliente" di Roma)                                      |
| dal 19 d.C.                                                              | Siria (annessa Palmira)                                                  | Siria (annessa Palmira)                                                  | Siria (annessa Palmira)                                                  | regno di Commagene ("cliente" di Roma)                                   | regno di Commagene ("cliente" di Roma)                                   | Palmira (annessa a Siria)                                                | Giudea                                                                   | Giudea                                                                   |
| dal 72                                                                   | Siria (annessa Commagene)                                                | Siria (annessa Commagene)                                                | Siria (annessa Commagene)                                                | Siria (annessa Commagene)                                                | Siria (annessa Commagene)                                                | Siria (annessa Commagene)                                                | Giudea e Palestina                                                       | Giudea e Palestina                                                       |
| dal 193/198                                                              | Syria Phoenice                                                           | Syria Phoenice                                                           | Syria Coele                                                              | Syria Coele                                                              | Syria Coele                                                              | Syria Coele                                                              | Syria Palaestina                                                         | Syria Palaestina                                                         |
| al momento della divisione tetrarchica 293                               | Syria Phoenice                                                           | Syria Phoenice                                                           | Siria Coele                                                              | Siria Coele                                                              | Augusta Euphratensis                                                     | Augusta Euphratensis                                                     | Syria Palestina                                                          | Syria Palestina                                                          |
| al momento della Not. Dign. 400                                          | Phoenice                                                                 | Phoenice Libanensis                                                      | Syria Salutaris                                                          | Syria                                                                    | Augusta Euphratensis                                                     | Augusta Euphratensis                                                     | Palestina I                                                              | Palestina II                                                             |

## Lista di governatori romani

### Periodo repubblicano
| Governatori della Siria romana | Governatori della Siria romana             | Governatori della Siria romana             | Governatori della Siria romana             | Governatori della Siria romana             |
| ------------------------------ | ------------------------------------------ | ------------------------------------------ | ------------------------------------------ | ------------------------------------------ |
| Anno                           | Syria                                      | Syria                                      | Syria                                      | Syria                                      |
| 65 – 62 a.C.                   | Marco Emilio Scauro                        | Marco Emilio Scauro                        | Marco Emilio Scauro                        | Marco Emilio Scauro                        |
| 63 – 60 a.C.                   | Lucio Marcio Filippo                       | Lucio Marcio Filippo                       | Lucio Marcio Filippo                       | Lucio Marcio Filippo                       |
| 59 – 58 a.C.                   | Gneo Cornelio Lentulo Marcellino           | Gneo Cornelio Lentulo Marcellino           | Gneo Cornelio Lentulo Marcellino           | Gneo Cornelio Lentulo Marcellino           |
| 57 – 55 a.C.                   | Aulo Gabinio                               | Aulo Gabinio                               | Aulo Gabinio                               | Aulo Gabinio                               |
| 54 – 53 a.C.                   | Marco Licinio Crasso                       | Marco Licinio Crasso                       | Marco Licinio Crasso                       | Marco Licinio Crasso                       |
| 53 – 51 a.C.                   | Gaio Cassio Longino                        | Gaio Cassio Longino                        | Gaio Cassio Longino                        | Gaio Cassio Longino                        |
| 51 – 50 a.C.                   | Marco Calpurnio Bibulo                     | Marco Calpurnio Bibulo                     | Marco Calpurnio Bibulo                     | Marco Calpurnio Bibulo                     |
| 50/49 a.C.                     | Veientone                                  | Veientone                                  | Veientone                                  | Veientone                                  |
| 49 – 48 a.C.                   | Quinto Cecilio Metello Pio Scipione Nasica | Quinto Cecilio Metello Pio Scipione Nasica | Quinto Cecilio Metello Pio Scipione Nasica | Quinto Cecilio Metello Pio Scipione Nasica |
| 47 – 46 a.C.                   | Sesto Giulio Cesare                        | Sesto Giulio Cesare                        | Sesto Giulio Cesare                        | Sesto Giulio Cesare                        |
| 46 – 44 a.C.                   | Quinto Cecilio Basso                       | Quinto Cecilio Basso                       | Quinto Cecilio Basso                       | Quinto Cecilio Basso                       |
| 45 a.C.                        | Gaio Antistio Vetere                       | Gaio Antistio Vetere                       | Gaio Antistio Vetere                       | Gaio Antistio Vetere                       |
| 44 a.C.                        | Lucio Staio Murco                          | Lucio Staio Murco                          | Lucio Staio Murco                          | Lucio Staio Murco                          |
| 44 – 42 a.C.                   | Gaio Cassio Longino                        | Gaio Cassio Longino                        | Gaio Cassio Longino                        | Gaio Cassio Longino                        |
| 41 – 40 a.C.                   | Lucio Decidio Saxa                         | Lucio Decidio Saxa                         | Lucio Decidio Saxa                         | Lucio Decidio Saxa                         |
| 40 – 39 a.C.                   | Occupazione da parte dei Parti             | Occupazione da parte dei Parti             | Occupazione da parte dei Parti             | Occupazione da parte dei Parti             |
| 39 – 38 a.C.                   | Publio Ventidio Basso                      | Publio Ventidio Basso                      | Publio Ventidio Basso                      | Publio Ventidio Basso                      |
| 38 – 37 a.C.                   | Gaio Sosio                                 | Gaio Sosio                                 | Gaio Sosio                                 | Gaio Sosio                                 |
| 35 a.C.                        | Lucio Munazio Planco                       | Lucio Munazio Planco                       | Lucio Munazio Planco                       | Lucio Munazio Planco                       |
| 34/33 – 33/32 a.C.             | Lucio Calpurnio Bibulo                     | Lucio Calpurnio Bibulo                     | Lucio Calpurnio Bibulo                     | Lucio Calpurnio Bibulo                     |

### Periodo alto imperiale
| Governatori della Siria romana e prefetti/procuratori di Giudea | Governatori della Siria romana e prefetti/procuratori di Giudea | Governatori della Siria romana e prefetti/procuratori di Giudea | Governatori della Siria romana e prefetti/procuratori di Giudea | Governatori della Siria romana e prefetti/procuratori di Giudea |
| --------------------------------------------------------------- | --------------------------------------------------------------- | --------------------------------------------------------------- | --------------------------------------------------------------- | --------------------------------------------------------------- |
| Anno                                                            | Syria                                                           | Syria                                                           | Giudea                                                          | Giudea                                                          |
| 30 a.C.                                                         | Quinto Didio                                                    | Quinto Didio                                                    | Quinto Didio                                                    | Quinto Didio                                                    |
| 29 a.C.                                                         | Marco Valerio Messalla Corvino                                  | Marco Valerio Messalla Corvino                                  | Marco Valerio Messalla Corvino                                  | Marco Valerio Messalla Corvino                                  |
| 28 – 25 a.C.                                                    | Cicerone Minore                                                 | Cicerone Minore                                                 | Cicerone Minore                                                 | Cicerone Minore                                                 |
| 25 – 23 a.C.                                                    | Varrone                                                         | Varrone                                                         | Varrone                                                         | Varrone                                                         |
| 23 – 13 a.C.                                                    | Marco Vipsanio Agrippa                                          | Marco Vipsanio Agrippa                                          | Marco Vipsanio Agrippa                                          | Marco Vipsanio Agrippa                                          |
| 13/12 – 10/9 a.C.                                               | Marco Tizio                                                     | Marco Tizio                                                     | Marco Tizio                                                     | Marco Tizio                                                     |
| 10/9 – 7/6 a.C.                                                 | Gaio Senzio Saturnino                                           | Gaio Senzio Saturnino                                           | Gaio Senzio Saturnino                                           | Gaio Senzio Saturnino                                           |
| 7/6 – 4 a.C.                                                    | Publio Quintilio Varo                                           | Publio Quintilio Varo                                           | Publio Quintilio Varo                                           | Publio Quintilio Varo                                           |
| 4 – 1 a.C.                                                      | sconosciuto                                                     | sconosciuto                                                     | sconosciuto                                                     | sconosciuto                                                     |
| 1 a.C. – 4                                                      | Gaio Giulio Cesare Vipsaniano                                   | Gaio Giulio Cesare Vipsaniano                                   | non ancora provincia                                            | non ancora provincia                                            |
| 4 – 6                                                           | Lucio Volusio Saturnino                                         | Lucio Volusio Saturnino                                         | non ancora provincia                                            | non ancora provincia                                            |
| 6 – 9                                                           | Publio Sulpicio Quirinio                                        | Publio Sulpicio Quirinio                                        | Coponio                                                         | Coponio                                                         |
| 9 – 12                                                          | ?                                                               | ?                                                               | Marco Ambibulo                                                  | Marco Ambibulo                                                  |
| 12 – 15                                                         | Quinto Cecilio Metello Cretico Silano                           | Quinto Cecilio Metello Cretico Silano                           | Annio Rufo                                                      | Annio Rufo                                                      |
| 15 – 17                                                         | Quinto Cecilio Metello Cretico Silano                           | Quinto Cecilio Metello Cretico Silano                           | Valerio Grato                                                   | Valerio Grato                                                   |
| 17 – 19                                                         | Gneo Calpurnio Pisone                                           | Gneo Calpurnio Pisone                                           | Valerio Grato                                                   | Valerio Grato                                                   |
| Anno                                                            | Syria                                                           | Syria                                                           | Giudea                                                          | Giudea                                                          |
| 19-21                                                           | Gneo Senzio Saturnino                                           | Gneo Senzio Saturnino                                           | Valerio Grato                                                   | Valerio Grato                                                   |
| 22-24                                                           | Lucio Elio Lamia                                                | Lucio Elio Lamia                                                | Valerio Grato                                                   | Valerio Grato                                                   |
| 24-29                                                           | Lucio Elio Lamia                                                | Lucio Elio Lamia                                                | Publio Lentulo                                                  | Publio Lentulo                                                  |
| 29-32                                                           | Lucio Elio Lamia                                                | Lucio Elio Lamia                                                | Ponzio Pilato                                                   | Ponzio Pilato                                                   |
| 32-35                                                           | Lucio Pomponio Flacco                                           | Lucio Pomponio Flacco                                           | Ponzio Pilato                                                   | Ponzio Pilato                                                   |
| 35-36                                                           | Lucio Vitellio                                                  | Lucio Vitellio                                                  | Ponzio Pilato                                                   | Ponzio Pilato                                                   |
| 36-39                                                           | Lucio Vitellio                                                  | Lucio Vitellio                                                  | Marcello (fino al 37?)                                          | Marcello (fino al 37?)                                          |
| 39-42                                                           | Publio Petronio                                                 | Publio Petronio                                                 | Marullo (dal 37?)                                               | Marullo (dal 37?)                                               |
| 42 – 44                                                         | Gaio Vibio Marso                                                | Gaio Vibio Marso                                                | Regno di Giudea                                                 | Regno di Giudea                                                 |
| 45 – 46                                                         | Cassio Longino                                                  | Cassio Longino                                                  | Cuspio Fado (dal 44)                                            | Cuspio Fado (dal 44)                                            |
| 46 – 49                                                         | Cassio Longino                                                  | Cassio Longino                                                  | Tiberio Giulio Alessandro (al 48)                               | Tiberio Giulio Alessandro (al 48)                               |
| 50 – 52                                                         | Gaio Ummidio Durmio Quadrato                                    | Gaio Ummidio Durmio Quadrato                                    | Ventidio Cumano (dal 48)                                        | Ventidio Cumano (dal 48)                                        |
| 52 – 60                                                         | Gaio Ummidio Durmio Quadrato                                    | Gaio Ummidio Durmio Quadrato                                    | Marco Antonio Felice                                            | Marco Antonio Felice                                            |
| 60 – 63                                                         | Gneo Domizio Corbulone                                          | Gneo Domizio Corbulone                                          | Porcio Festo (al 62)                                            | Porcio Festo (al 62)                                            |
| 63 – 64                                                         | Gaio Cestio Gallo                                               | Gaio Cestio Gallo                                               | Lucceio Albino (dal 62)                                         | Lucceio Albino (dal 62)                                         |
| 64 – 67                                                         | Gaio Cestio Gallo                                               | Gaio Cestio Gallo                                               | Gessio Floro (al 66)                                            | Gessio Floro (al 66)                                            |
| 67 – 69                                                         | Gaio Licinio Muciano                                            | Gaio Licinio Muciano                                            | ...                                                             | ...                                                             |
| 70 – 72                                                         | Lucio Cesennio Peto                                             | Lucio Cesennio Peto                                             | Lucilio Basso (fino al 73)                                      | Lucilio Basso (fino al 73)                                      |
| 73 – 78                                                         | Marco Ulpio Traiano                                             | Marco Ulpio Traiano                                             | Flavio Silva (nel 73) poi annessa alla Siria                    | Flavio Silva (nel 73) poi annessa alla Siria                    |
| 78 - 82                                                         | Lucio Ceionio Commodo                                           | Lucio Ceionio Commodo                                           | Lucio Ceionio Commodo                                           | Lucio Ceionio Commodo                                           |
| 82 - 84                                                         | Tito Atilio Rufo                                                | Tito Atilio Rufo                                                | Tito Atilio Rufo                                                | Tito Atilio Rufo                                                |
| 87? – 89                                                        | Publio Valerio Patruino                                         | Publio Valerio Patruino                                         | Publio Valerio Patruino                                         | Publio Valerio Patruino                                         |
| 90 – 93                                                         | Aulo Bucio Lappio Massimo                                       | Aulo Bucio Lappio Massimo                                       | Aulo Bucio Lappio Massimo                                       | Aulo Bucio Lappio Massimo                                       |
| 93 - 96                                                         | Gaio Ottavio Tidio Tossiano L. Iavoleno Prisco                  | Gaio Ottavio Tidio Tossiano L. Iavoleno Prisco                  | Gaio Ottavio Tidio Tossiano L. Iavoleno Prisco                  | Gaio Ottavio Tidio Tossiano L. Iavoleno Prisco                  |
| 96 - 97                                                         | Marco Cornelio Nigrino Curiazio Materno                         | Marco Cornelio Nigrino Curiazio Materno                         | Marco Cornelio Nigrino Curiazio Materno                         | Marco Cornelio Nigrino Curiazio Materno                         |
| 97 - 100                                                        | Aulo Larcio Prisco                                              | Aulo Larcio Prisco                                              | Aulo Larcio Prisco                                              | Aulo Larcio Prisco                                              |
| 100 - 104                                                       | Gaio Anzio Aulo Giulio Quadrato                                 | Gaio Anzio Aulo Giulio Quadrato                                 | Gaio Anzio Aulo Giulio Quadrato                                 | Gaio Anzio Aulo Giulio Quadrato                                 |
| 104 - 108                                                       | Aulo Cornelio Palma Frontoniano                                 | Aulo Cornelio Palma Frontoniano                                 | Aulo Cornelio Palma Frontoniano                                 | Aulo Cornelio Palma Frontoniano                                 |
| 108 - 112                                                       | Lucio Fabio Giusto                                              | Lucio Fabio Giusto                                              | Lucio Fabio Giusto                                              | Lucio Fabio Giusto                                              |
| 114/115 - 117                                                   | Gaio Giulio Quadrato Basso                                      | Gaio Giulio Quadrato Basso                                      | Gaio Giulio Quadrato Basso                                      | Gaio Giulio Quadrato Basso                                      |
| 117                                                             | Publio Elio Adriano                                             | Publio Elio Adriano                                             | Publio Elio Adriano                                             | Publio Elio Adriano                                             |
| 117 - 119                                                       | Lucio Catilio Severo Giuliano Claudio Regino                    | Lucio Catilio Severo Giuliano Claudio Regino                    | Lucio Catilio Severo Giuliano Claudio Regino                    | Lucio Catilio Severo Giuliano Claudio Regino                    |
| 120 - 130                                                       | Silvano Quinto Coredio Gallo Gargilio Antiquo                   | Silvano Quinto Coredio Gallo Gargilio Antiquo                   | Silvano Quinto Coredio Gallo Gargilio Antiquo                   | Silvano Quinto Coredio Gallo Gargilio Antiquo                   |
| 129 - 135                                                       | Gaio Quinzio Certo Publizio Marcello                            | Gaio Quinzio Certo Publizio Marcello                            | Gaio Quinzio Certo Publizio Marcello                            | Gaio Quinzio Certo Publizio Marcello                            |
| 135 - 136                                                       | Gneo Minicio Faustino Sesto Giulio Severo                       | Gneo Minicio Faustino Sesto Giulio Severo                       | Gneo Minicio Faustino Sesto Giulio Severo                       | Gneo Minicio Faustino Sesto Giulio Severo                       |
| 136 - 140                                                       | Sesto Giulio Maggiore                                           | Sesto Giulio Maggiore                                           | Sesto Giulio Maggiore                                           | Sesto Giulio Maggiore                                           |
| 140                                                             | Lucio Burbuleio Optato Ligariano                                | Lucio Burbuleio Optato Ligariano                                | Lucio Burbuleio Optato Ligariano                                | Lucio Burbuleio Optato Ligariano                                |
| 142                                                             | Domizio Seneca                                                  | Domizio Seneca                                                  | Domizio Seneca                                                  | Domizio Seneca                                                  |
| 147 - 150                                                       | Sulpicio Giuliano                                               | Sulpicio Giuliano                                               | Sulpicio Giuliano                                               | Sulpicio Giuliano                                               |
| 150 - 154                                                       | Marco Ponzio Leliano Larcio Sabino                              | Marco Ponzio Leliano Larcio Sabino                              | Marco Ponzio Leliano Larcio Sabino                              | Marco Ponzio Leliano Larcio Sabino                              |
| 154 - 157                                                       | Marco Cassio Apollinare                                         | Marco Cassio Apollinare                                         | Marco Cassio Apollinare                                         | Marco Cassio Apollinare                                         |
| 157? - 162?                                                     | Lucio Attidio Corneliano                                        | Lucio Attidio Corneliano                                        | Lucio Attidio Corneliano                                        | Lucio Attidio Corneliano                                        |
| 158 - 159                                                       | Giulio Severo                                                   | Giulio Severo                                                   | Giulio Severo                                                   | Giulio Severo                                                   |
| 159 - 160                                                       | Massimo Luciliano                                               | Massimo Luciliano                                               | Massimo Luciliano                                               | Massimo Luciliano                                               |
| 160 - 163                                                       | Lucio Attidio Corneliano                                        | Lucio Attidio Corneliano                                        | Lucio Attidio Corneliano                                        | Lucio Attidio Corneliano                                        |
| 163 - 164                                                       | Marco Annio Libone                                              | Marco Annio Libone                                              | Marco Annio Libone                                              | Marco Annio Libone                                              |
| 164 - 166                                                       | Gneo Giulio Vero                                                | Gneo Giulio Vero                                                | Gneo Giulio Vero                                                | Gneo Giulio Vero                                                |
| 166 - 175                                                       | Gaio Avidio Cassio                                              | Gaio Avidio Cassio                                              | Gaio Avidio Cassio                                              | Gaio Avidio Cassio                                              |
| 175 - 178                                                       | Publio Marzio Vero                                              | Publio Marzio Vero                                              | Publio Marzio Vero                                              | Publio Marzio Vero                                              |
| 179 - 182                                                       | Publio Elvio Pertinace                                          | Publio Elvio Pertinace                                          | Publio Elvio Pertinace                                          | Publio Elvio Pertinace                                          |
| 183 - 185                                                       | Gaio Domizio Destro                                             | Gaio Domizio Destro                                             | Gaio Domizio Destro                                             | Gaio Domizio Destro                                             |
| 187 - 190                                                       | Gaio Giulio Saturnino                                           | Gaio Giulio Saturnino                                           | Gaio Giulio Saturnino                                           | Gaio Giulio Saturnino                                           |
| 187 - 190                                                       | Asellius Aemilianus                                             | Asellius Aemilianus                                             | Asellius Aemilianus                                             | Asellius Aemilianus                                             |
| 190 - 193                                                       | Gaio Pescennio Nigro                                            | Gaio Pescennio Nigro                                            | Gaio Pescennio Nigro                                            | Gaio Pescennio Nigro                                            |
| 193 - 194                                                       | Manlio Fusco                                                    | Manlio Fusco                                                    | Manlio Fusco                                                    | Manlio Fusco                                                    |
| 198                                                             | Venidio Rufo                                                    | Venidio Rufo                                                    | Venidio Rufo                                                    | Venidio Rufo                                                    |
| c. 207                                                          | Domizio Leone Procilliano                                       | Domizio Leone Procilliano                                       | Domizio Leone Procilliano                                       | Domizio Leone Procilliano                                       |
| c. 207 - 209                                                    | Mario Massimo                                                   | Mario Massimo                                                   | Mario Massimo                                                   | Mario Massimo                                                   |
| c. 209 - 211                                                    | Minicio Marziale                                                | Minicio Marziale                                                | Minicio Marziale                                                | Minicio Marziale                                                |
| 213                                                             | D. Pio Cassio                                                   | D. Pio Cassio                                                   | D. Pio Cassio                                                   | D. Pio Cassio                                                   |
| c.216                                                           | Aurelius Mam(---)                                               | Aurelius Mam(---)                                               | Aurelius Mam(---)                                               | Aurelius Mam(---)                                               |
| c. 221                                                          | Antonio Seleuco                                                 | Antonio Seleuco                                                 | Antonio Seleuco                                                 | Antonio Seleuco                                                 |
| tra il 225 e il 235                                             | Quinto Aradio Rufino Optato Eliano                              | Quinto Aradio Rufino Optato Eliano                              | Quinto Aradio Rufino Optato Eliano                              | Quinto Aradio Rufino Optato Eliano                              |
| (?) 235                                                         | (? Claudio Solemio) Pacaziano                                   | (? Claudio Solemio) Pacaziano                                   | (? Claudio Solemio) Pacaziano                                   | (? Claudio Solemio) Pacaziano                                   |
| c. 241                                                          | Attio Rufino                                                    | Attio Rufino                                                    | Attio Rufino                                                    | Attio Rufino                                                    |
| c. 241 - 249                                                    | Flavio Antiocio                                                 | Flavio Antiocio                                                 | Flavio Antiocio                                                 | Flavio Antiocio                                                 |
| c. 251                                                          | Atilio Cosmino                                                  | Atilio Cosmino                                                  | Atilio Cosmino                                                  | Atilio Cosmino                                                  |
| c. 251                                                          | Pomponio Leziano                                                | Pomponio Leziano                                                | Pomponio Leziano                                                | Pomponio Leziano                                                |
| Durante gli anni 260                                            | Virio Lupo                                                      | Virio Lupo                                                      | Virio Lupo                                                      | Virio Lupo                                                      |
| Tra il 268 ed il 270                                            | Salvio Teodoro                                                  | Salvio Teodoro                                                  | Salvio Teodoro                                                  | Salvio Teodoro                                                  |
| c. 275                                                          | Massiminio                                                      | Massiminio                                                      | Massiminio                                                      | Massiminio                                                      |
| c. 279                                                          | Giulio Saturnino                                                | Giulio Saturnino                                                | Giulio Saturnino                                                | Giulio Saturnino                                                |
| tra il 276 ed il 282                                            | Claudio Cleobulo                                                | Claudio Cleobulo                                                | Claudio Cleobulo                                                | Claudio Cleobulo                                                |

### Periodo tardo imperiale
| Governatori della Siria romana e prefetti/procuratori di Giudea | Governatori della Siria romana e prefetti/procuratori di Giudea | Governatori della Siria romana e prefetti/procuratori di Giudea | Governatori della Siria romana e prefetti/procuratori di Giudea | Governatori della Siria romana e prefetti/procuratori di Giudea |
| --------------------------------------------------------------- | --------------------------------------------------------------- | --------------------------------------------------------------- | --------------------------------------------------------------- | --------------------------------------------------------------- |
| Anno                                                            | Syria                                                           | Syria                                                           | Syria                                                           | Syria                                                           |
| Tra il 284 e il 305                                             | Lucio Artorio Pio Massimo                                       | Lucio Artorio Pio Massimo                                       | Lucio Artorio Pio Massimo                                       | Lucio Artorio Pio Massimo                                       |
| Tra il 289 ed il 297                                            | L. Aelius Helvius Dionysius                                     | L. Aelius Helvius Dionysius                                     | L. Aelius Helvius Dionysius                                     | L. Aelius Helvius Dionysius                                     |
| 290                                                             | Carisio                                                         | Carisio                                                         | Carisio                                                         | Carisio                                                         |
| 292 – 293                                                       | Crispinus                                                       | Crispinus                                                       | Crispinus                                                       | Crispinus                                                       |
| Tra il 293 ed il 305                                            | Elil Statuo                                                     | Elil Statuo                                                     | Elil Statuo                                                     | Elil Statuo                                                     |
| Tra il 293 ed il 303                                            | Sossianus Hierocles                                             | Sossianus Hierocles                                             | Sossianus Hierocles                                             | Sossianus Hierocles                                             |
| Tra il 293 ed il 305                                            | Latinius Primosus                                               | Latinius Primosus                                               | Latinius Primosus                                               | Latinius Primosus                                               |
| Prima del 305                                                   | Giulio Giuliano                                                 | Giulio Giuliano                                                 | Giulio Giuliano                                                 | Giulio Giuliano                                                 |
| 305                                                             | Verinus                                                         | Verinus                                                         | Verinus                                                         | Verinus                                                         |
| ? Tra il 309/313                                                | Maximus                                                         | Maximus                                                         | Maximus                                                         | Maximus                                                         |
| ? 323                                                           | Dyscolius                                                       | Dyscolius                                                       | Dyscolius                                                       | Dyscolius                                                       |
| c. 323                                                          | Achillius                                                       | Achillius                                                       | Achillius                                                       | Achillius                                                       |
| Dopo il 324                                                     | Arrio Massimo                                                   | Arrio Massimo                                                   | Arrio Massimo                                                   | Arrio Massimo                                                   |
| Tra il 324 ed il 337                                            | Plutarchus                                                      | Plutarchus                                                      | Plutarchus                                                      | Plutarchus                                                      |
| 328 - 329                                                       | Fl. Dionysius                                                   | Fl. Dionysius                                                   | Fl. Dionysius                                                   | Fl. Dionysius                                                   |
| tra il 329 ed il 335                                            | Fl. Dionysius                                                   | Fl. Dionysius                                                   | Fl. Dionysius                                                   | Fl. Dionysius                                                   |
| 335                                                             | Archelaus                                                       | Archelaus                                                       | Archelaus                                                       | Archelaus                                                       |
| c. 337                                                          | Nonnus                                                          | Nonnus                                                          | Nonnus                                                          | Nonnus                                                          |
| 338                                                             | Nonnus                                                          | Nonnus                                                          | Nonnus                                                          | Nonnus                                                          |
| 342                                                             | Marcellinus                                                     | Marcellinus                                                     | Marcellinus                                                     | Marcellinus                                                     |
| 347                                                             | Theodorus                                                       | Theodorus                                                       | Theodorus                                                       | Theodorus                                                       |
| 348                                                             | Fl. Antonius Hierocles                                          | Fl. Antonius Hierocles                                          | Fl. Antonius Hierocles                                          | Fl. Antonius Hierocles                                          |
| 349                                                             | Anatolius                                                       | Anatolius                                                       | Anatolius                                                       | Anatolius                                                       |
| Prima del 353                                                   | Honoratus                                                       | Honoratus                                                       | Honoratus                                                       | Honoratus                                                       |
| 353/4                                                           | Apollinaris                                                     | Apollinaris                                                     | Apollinaris                                                     | Apollinaris                                                     |
| 354                                                             | Theophilus                                                      | Theophilus                                                      | Theophilus                                                      | Theophilus                                                      |
| 355                                                             | Dionysius                                                       | Dionysius                                                       | Dionysius                                                       | Dionysius                                                       |
| 355 - 356                                                       | Gymnasius                                                       | Gymnasius                                                       | Gymnasius                                                       | Gymnasius                                                       |
| Prima del 358                                                   | Demetrius                                                       | Demetrius                                                       | Demetrius                                                       | Demetrius                                                       |
| 358                                                             | Nicentius                                                       | Nicentius                                                       | Nicentius                                                       | Nicentius                                                       |
| 358 - 359                                                       | Sabinus                                                         | Sabinus                                                         | Sabinus                                                         | Sabinus                                                         |
| (?) 359/60                                                      | Euchrostius                                                     | Euchrostius                                                     | Euchrostius                                                     | Euchrostius                                                     |
| Prima del 360                                                   | Julianus                                                        | Julianus                                                        | Julianus                                                        | Julianus                                                        |
| 360                                                             | Tryphonianus                                                    | Tryphonianus                                                    | Tryphonianus                                                    | Tryphonianus                                                    |
| 360                                                             | Italicianus                                                     | Italicianus                                                     | Italicianus                                                     | Italicianus                                                     |
| 360 - 361                                                       | Andronicus                                                      | Andronicus                                                      | Andronicus                                                      | Andronicus                                                      |
| Prima del 361                                                   | Aelius Claudius Dulcitius                                       | Aelius Claudius Dulcitius                                       | Aelius Claudius Dulcitius                                       | Aelius Claudius Dulcitius                                       |
| 361                                                             | Anatolius                                                       | Anatolius                                                       | Anatolius                                                       | Anatolius                                                       |
| 361                                                             | Siderius                                                        | Siderius                                                        | Siderius                                                        | Siderius                                                        |
| c. 361/2                                                        | Polycles                                                        | Polycles                                                        | Polycles                                                        | Polycles                                                        |
| 362                                                             | Julianus                                                        | Julianus                                                        | Julianus                                                        | Julianus                                                        |
| 362 - 363                                                       | Gaianus                                                         | Gaianus                                                         | Gaianus                                                         | Gaianus                                                         |
| 363                                                             | Alexander                                                       | Alexander                                                       | Alexander                                                       | Alexander                                                       |
| 363 - 364                                                       | Marius                                                          | Marius                                                          | Marius                                                          | Marius                                                          |
| 363 – 364                                                       | Celso                                                           | Celso                                                           | Celso                                                           | Celso                                                           |
| 364                                                             | Marcianus                                                       | Marcianus                                                       | Marcianus                                                       | Marcianus                                                       |
| 364                                                             | Ulpianus                                                        | Ulpianus                                                        | Ulpianus                                                        | Ulpianus                                                        |
| 364 - 365                                                       | Domninus                                                        | Domninus                                                        | Domninus                                                        | Domninus                                                        |
| Tra il 364 ed il 380                                            | Protasius                                                       | Protasius                                                       | Protasius                                                       | Protasius                                                       |
| Tra il 365 ed il 368                                            | Festus                                                          | Festus                                                          | Festus                                                          | Festus                                                          |
| Tra il 365 ed il 371                                            | Aetherius                                                       | Aetherius                                                       | Aetherius                                                       | Aetherius                                                       |
| Tra il 370 ed il 374                                            | Fl. Eutolmius Tatianus                                          | Fl. Eutolmius Tatianus                                          | Fl. Eutolmius Tatianus                                          | Fl. Eutolmius Tatianus                                          |
| 372                                                             | Leontius                                                        | Leontius                                                        | Leontius                                                        | Leontius                                                        |
| c. 379/80                                                       | Carterius                                                       | Carterius                                                       | Carterius                                                       | Carterius                                                       |
| 380                                                             | Petrus                                                          | Petrus                                                          | Petrus                                                          | Petrus                                                          |
| Prima del 381                                                   | Domnicus                                                        | Domnicus                                                        | Domnicus                                                        | Domnicus                                                        |
| c. 382                                                          | Marcellinus                                                     | Marcellinus                                                     | Marcellinus                                                     | Marcellinus                                                     |
| c. 382/3                                                        | Pelagius                                                        | Pelagius                                                        | Pelagius                                                        | Pelagius                                                        |
| Tra il 382 ed il 393                                            | Timocrates                                                      | Timocrates                                                      | Timocrates                                                      | Timocrates                                                      |
| 382 - 383                                                       | Proculus                                                        | Proculus                                                        | Proculus                                                        | Proculus                                                        |
| c. 384/5                                                        | Eumolpius                                                       | Eumolpius                                                       | Eumolpius                                                       | Eumolpius                                                       |
| 386                                                             | Tisamenus                                                       | Tisamenus                                                       | Tisamenus                                                       | Tisamenus                                                       |
| 387                                                             | Celsus                                                          | Celsus                                                          | Celsus                                                          | Celsus                                                          |
| Prima del 388                                                   | Eustathius                                                      | Eustathius                                                      | Eustathius                                                      | Eustathius                                                      |
| 388                                                             | Antherius                                                       | Antherius                                                       | Antherius                                                       | Antherius                                                       |
| 388                                                             | Epiphanius                                                      | Epiphanius                                                      | Epiphanius                                                      | Epiphanius                                                      |
| 388                                                             | Eustathius                                                      | Eustathius                                                      | Eustathius                                                      | Eustathius                                                      |
| 388                                                             | Lucianus                                                        | Lucianus                                                        | Lucianus                                                        | Lucianus                                                        |
| 389                                                             | Eutropius                                                       | Eutropius                                                       | Eutropius                                                       | Eutropius                                                       |
| c. 389/90                                                       | Palladius                                                       | Palladius                                                       | Palladius                                                       | Palladius                                                       |
| 390                                                             | Infantius                                                       | Infantius                                                       | Infantius                                                       | Infantius                                                       |
| 390                                                             | Domitius                                                        | Domitius                                                        | Domitius                                                        | Domitius                                                        |
| 391                                                             | Severianus                                                      | Severianus                                                      | Severianus                                                      | Severianus                                                      |
| 392                                                             | Leontius                                                        | Leontius                                                        | Leontius                                                        | Leontius                                                        |
| Prima del 392                                                   | Capitolinus                                                     | Capitolinus                                                     | Capitolinus                                                     | Capitolinus                                                     |
| Prima del 392                                                   | Iullus                                                          | Iullus                                                          | Iullus                                                          | Iullus                                                          |
| ? 392/3                                                         | Florentius                                                      | Florentius                                                      | Florentius                                                      | Florentius                                                      |
| Before 393/4                                                    | Severus                                                         | Severus                                                         | Severus                                                         | Severus                                                         |